# HD 148156 b
HD 148156 b — экзопланета, которая обращается вокруг жёлто-белого карлика HD 148156, расположенного в созвездии Наугольник, на расстоянии примерно 168 световых лет от Солнечной системы.

## Характеристики
HD 148156 b — газовый гигант с массой 0,85 масс Юпитера. Он обращается по вытянутой эллиптической орбите (эксцентриситет 0,52) на среднем расстоянии около 2,45 а. е. от родительской звезды. Год на ней длится 2,77 земных года. Открытие было совершено методом Доплера с помощью спектрографа HARPS в октябре 2009 года.

## HD 148156
HD 148156 представляет собой карлик главной последовательности, спектрального класса F8V. Звезда заметно больше и массивнее нашего дневного светила: её масса и радиус составляют 1,22 и 1,21 солнечных. Температура поверхности составляет около 6308 К, что характерно для звёзд F-класса. Светимость звезды составляет 1,78 солнечной. Звезда имеет видимую звёздную величину, равную +7,69, и её нельзя увидеть невооружённым взглядом. Первое упоминание о звезде относится к каталогу Генри Дрейпера, изданном в начале XX века.